# Balaraba Ramat Yakubu
Balaraba Ramat Yakubu (sinh năm 1959) là tác giả chuyên viết bằng ngôn ngữ Hausa người Nigeria. Bà đi đầu cho thể loại littattafan soyayya hay "văn học tình cảm" và là một trong số rất ít nhà văn viết bằng tiếng Hausa có tác phẩm đã được dịch sang tiếng Anh. Bà còn là 1 nhà biên kịch, nhà sản xuất và đạo diễn cho những bộ phim Kannywood. Những câu truyện của bà đã tập trung vào các vấn đề như hôn nhân cưỡng bức và giáo dục cho phụ nữ.

## Tiểu sử
Balaraba Ramat Yakubu là em gái của tướng Murtala Ramat Muhammed, người có thời gian ngắn giữ vai trò là người cai trị quân sự của Nigeria từ năm 1975 cho đến khi ông bị ám sát năm 1976.
Tại tuổi 13, bà bị buộc nghỉ học và bị ép tảo hôn. Bà đã nói rằng đây là lý do bà viết bằng tiếng Hausa thay vì tiếng Anh.

## Sự nghiệp
Balaraba Ramat bắt đầu sự nghiệp của mình là thành viên phụ nữ duy nhất của câu lạc bộ các nhà văn chịu ảnh hưởng của Kano Raina Kama. Cuốn tiểu thuyết đầu tiên Budurwar Zuciya ("Tâm hồn trẻ trung") được phát hành năm 1987. Các tác phẩm thứ hai và thứ ba của bà Alhaki Kwikwiyo Ne... ("Tội lỗi là con chó con theo bạn về nhà") và Wa zai auri jahila? ("Ai sẽ kết hôn với một người phụ nữ thất học?") vào năm 1990. Alhaki Kwikwiyo Ne... được chuyển thể thành phim bởi Abdulkareem Muhammed năm 1998.
Bản dịch tiếng Anh của Alhaki Kuykuyo Ne..., Tội lỗi là con chó con theo bạn về nhà được xuất bản vào năm 2012 bởi nhà làm phim Ấn Độ Blaft Publications và nhận được những đánh giá tích cực.
Giải thưởng Van học Balaraba Ramat Yakubu dành cho kịch Hausa được đặt dựa theo tên của bà.